# Alexis Jordan
Alexis Jordan (Columbia, Dél-Karolina, 1992. április 7. –) amerikai énekesnő és színésznő. 2006-ban az America Got Talent első évadjának versenyzőjeként szerzett magának hírnevet. Debüt kislemeze, a Happiness 2010 szeptemberében került kiadásra, amely listavezető lett többek között Norvégiában és Hollandiában, valamint top tízbe került Ausztráliában és az Egyesült Királyságban.
Jordan önmagáról elnevezett debüt albuma 2011. február 25-én került a boltokba.
Jordan szerepelt Sean Paul Got 2 Luv U című maxiján, amely listavezető lett Svájcban és Bulgáriában. A számot a magyar rádiók is játszották, így a 23. helyen 2012. január 12-ével felkerült a Mahasz Editor's Choice listára is.

## Diszkográfia

### Albumok
| Év   | Adatok                                           | Listás helyezések | Listás helyezések | Listás helyezések | Listás helyezések | Listás helyezések | Listás helyezések | Listás helyezések |
| Év   | Adatok                                           | AUS               | BEL (FLA)         | IRL               | NL                | SWI               | UK                | HUN               |
| ---- | ------------------------------------------------ | ----------------- | ----------------- | ----------------- | ----------------- | ----------------- | ----------------- | ----------------- |
| 2011 | Alexis Jordan - Formátum: CD, digitális letöltés | 11                | 87                | 28                | 21                | 96                | 9                 | -                 |

### Kislemezek
| Év   | Cím       | Listás helyezések | Listás helyezések | Listás helyezések | Listás helyezések | Listás helyezések | Listás helyezések | Listás helyezések | Album         |
| Év   | Cím       | AUS               | BEL (FLA)         | IRL               | NL                | SWI               | UK                | HUN               | Album         |
| ---- | --------- | ----------------- | ----------------- | ----------------- | ----------------- | ----------------- | ----------------- | ----------------- | ------------- |
| 2010 | Happiness | 3                 | 3                 | 31                | 1                 | 44                | 3                 | -                 | Alexis Jordan |
| 2011 | Good Girl | 40                | 9                 | 15                | 25                | -                 | 6                 | -                 | Alexis Jordan |
| 2011 | Hush Hush | -                 | -                 | 36                | 12                | -                 | 66                | -                 | Alexis Jordan |
| 2011 | Say That  | -                 | -                 | -                 | -                 | -                 | -                 | -                 | Alexis Jordan |

### Kislemezek közreműködőként
| Év   | Cím                           | Listás helyezések | Listás helyezések | Listás helyezések | Listás helyezések | Listás helyezések | Listás helyezések | Listás helyezések   | Album              |
| Év   | Cím                           | AUS               | BEL (FLA)         | IRL               | NL                | SWI               | UK                | HUN Editor's Choice | Album              |
| ---- | ----------------------------- | ----------------- | ----------------- | ----------------- | ----------------- | ----------------- | ----------------- | ------------------- | ------------------ |
| 2011 | Got 2 Luv U (feat. Sean Paul) | 28                | 13                | 43                | 6                 | 1                 | 11                | 23                  | Tomahawk Technique |

## További információ
- Hivatalos oldal
- Alexis Jordan a Facebookon
- Alexis Jordan az Internet Movie Database-ben (angolul)
- Alexis Jordan a Rotten Tomatoeson (angolul)